# Flemming Knudsen
Flemming Knudsen (født 31. maj 1946 i Aarhus) er en dansk politiker, der har repræsenteret Socialdemokraterne i Aarhus Byråd fra 1986 til 2009; i perioden 1994-1997 og 2001-2009 som rådmand og 1997-2001 som borgmester. Fra 2010 er han medlem af regionsrådet i Region Midtjylland.
I perioden 1986-2009 var Knudsen medlem af Aarhus Byråd for Socialdemokraterne, og han blev rådmand i 1994. Han blev borgmester i Aarhus 22. oktober 1997, da den daværende borgmester Thorkild Simonsen blev indenrigsminister og genvandt posten ved det følgende valg. Ved kommunalvalget i 2001 tabte han til Louise Gade fra Venstre, og hans borgmesterperiode sluttede dermed 31. december 2001. Hans position som partiets borgmesterkandidat blev ved valget i 2005 overtaget af Nicolai Wammen, og Knudsen fortsatte som rådmand. 9. september 2008 meddelte han, at han stoppede i kommunalpolitik ved kommunalvalget i 2009 samt som rådmand fra februar 2009. 
Som kommunalpolitiker havde han haft en række tillidsposter, herunder bestyrelsesmedlem i Kommunernes Landsforening, medlem af forretningsudvalget i Danmarks Biblioteksudvalg og bestyrelsesmedlem i Center for offentlig kompetenceudvikling.
Han har taget lærereksamen fra Marselisborg Seminarium og var folkeskolelærer i perioden 1969-1993. Han er gift med Lisbet Lautrup. Han er meget sportsinteresseret og har været idrætsleder i AIA-Tranbjerg samt været indvalgt i diverse centrale idrætsorganer, primært i håndboldregi. Han har været en kendt speaker til en lang række sportsbegivenheder i Aarhus gennem mange år, blandt andet til jyske mesterskaber i boksning. Siden 2007 har han siddet i bestyrelsen for Aarhus Teater.
Knudsen er en af få socialdemokrater, der er Ridder af Dannebrog.